# 古弗特山
47°32′49″N 11°47′21″E / 47.54694°N 11.78917°E

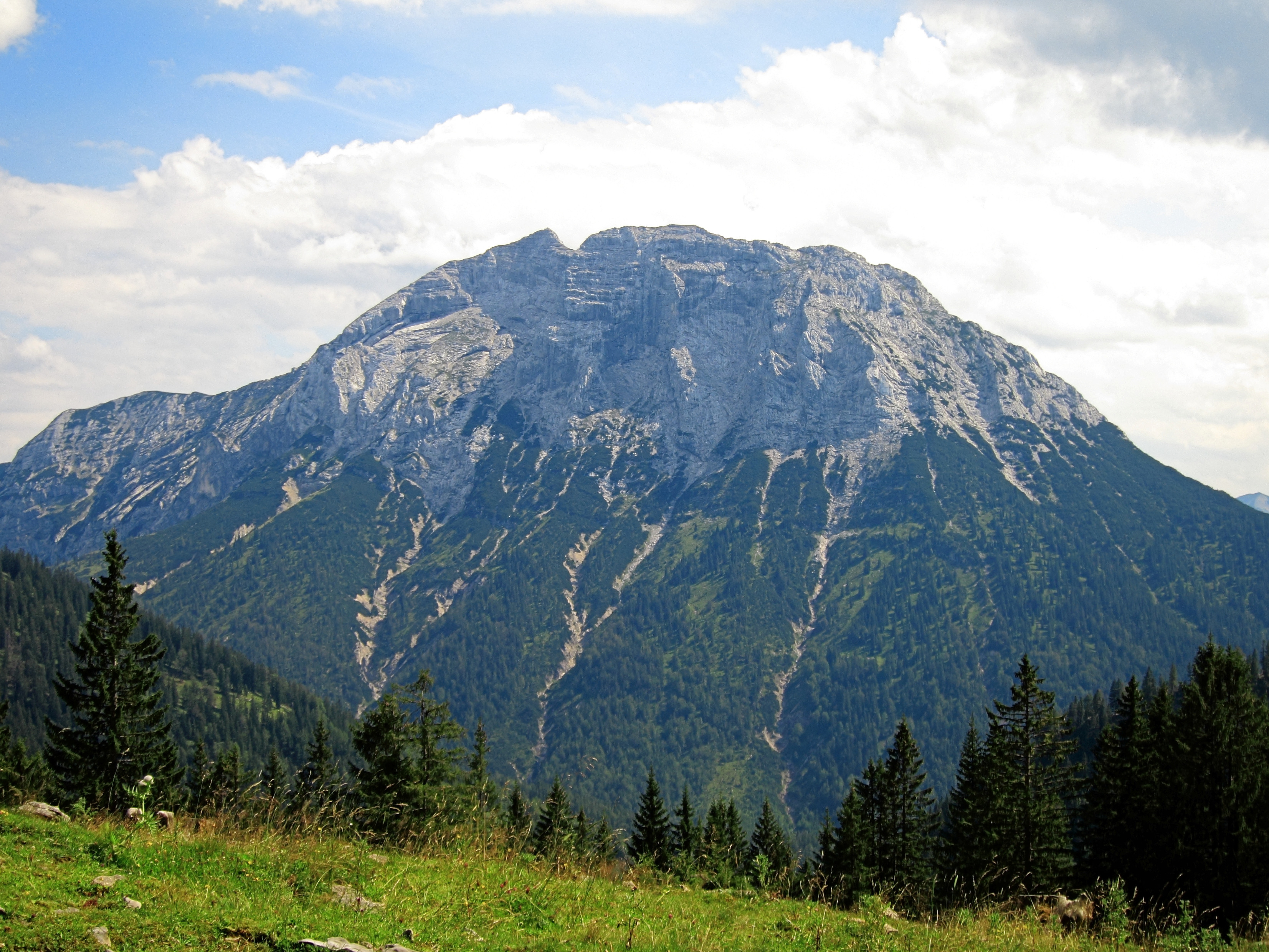

古弗特山（德語：Guffert），是奧地利的山峰，位於該國西部，由蒂羅爾州負責管轄，屬於布兰登贝格山的一部分，海拔高度2,195米，每年平均降雨量1,806毫米。